# Dana Rotberg Goldsmith
Dana Rotberg Goldsmith (Ciutat de Mèxic, 11 d'agost de 1959) és una directora de cinema, guionista i fotògrafa mexicana. D'origen jueu, va estudiar al Col·legi Hebreu Tarbut. Va estudiar Estudis Llatinoamericans a la Universitat Nacional Autònoma de Mèxic (UNAM) i ballet clàssic a la Royal Academy of London, de 1966 a 1972. Després es va graduar al Centro de Capacitación Cinematográfica.
El 1985 va dirigir la seva primera pel·lícula, el migmetratge documental Elvira Luz Cruz, pena maxima amb Ana Díez Díaz, i que va guanyar el Premi Ariel al millor curt documental. El 1989 va dirigir el seu primer llargmetratge, Intimidad, i el 1992 Ángel de fuego sobre la possibilitat de ser feminista a Mèxic, guanyadora de premis al Fantasporto i al Festival Internacional de Cinema de Guadalajara, alhora que fou exhibida a la Quinzena dels Directors del 45è Festival Internacional de Cinema de Canes. Està classificada com una de Les 100 millors pel·lícules del cinema mexicà
No tornaria dirigir fins al 2001 amb el llargmetratge Otilia Rauda, guardonat al Festival de Guadalajara i al Festival de Cinema Iberoamericà de Huelva.
El 2013 va marxar a Nova Zelanda, on va dirigir la pel·lícula White Lies.

## Filmografia
- Elvira Luz Cruz, pena maxima (1985)
- Intimidad (1989)
- Ángel de fuego (1992)
- Otilia Rauda (2001)
- White Lies (2013)